# Feldnerhof
Der Feldnerhof an der Schuppach war ein Bauwerk in Schwäbisch Hall. Er wurde bei einem  Stadtbrand im Jahr 1728 zerstört. Andere Bezeichnungen des Bauwerks waren Veldtner-Turm, Platzturm und Haspelsches Haus.

## Geschichte
Laut Gradmann war der Feldnerhof auch als „Platzturm“ bekannt und brannte 1728 ab. Der Abbruch der Stockgemäuer erfolgte im Jahr 1834. Wie Gradmann berichtet, bestand das Bauwerk aus „[…] Kleinmauerwerk wie die Mauern des Berler-Hofs auch, ohne Buckelquadern an den Ecken“. Gradmann verortet den Bau am späteren Standort einer „Kunzschen Brauerei“ in der Schuppachgasse.
Rudolph Moser hält die Entstehung der Stadt Schwäbisch Hall aus einer Sicherungsanlage für die Saline für wahrscheinlich. Außer der Hauptburg habe es noch mehrere vierstöckige Türme mit viereckigem Grundriss gegeben, die jeweils Seitenlängen von etwa 30 Fuß gehabt hätten. Der „Veldtner-Thurm“ – von „Hof“ spricht Moser nicht – habe in der Schuppach gestanden und zu den „sieben Burgen“ der Stadt gehört. Er sei später auch als Haspelsches Haus bezeichnet worden.

## Überlegungen zum Standort
Teile des Kellers des Anwesens Neue Straße 25 in Schwäbisch Hall stammen wohl aus dem 13. Jahrhundert. Im 17. Jahrhundert betrieb dort Michel Würth und später dessen Sohn Hans Michel Würth die Gastwirtschaft zur Kante, zu der seit 1658 auch eine Brauerei gehörte. Diese war in einem alten Gewölbe untergebracht. 1666 war Hans Michel Würth überschuldet und der Besitz ging an den Hufschmied und Metzger Hans Peter Haspel, auf den offenbar die bei Moser genannte weitere Bezeichnung des Anwesens zurückzuführen ist, über. Dieser musste wegen Falschmünzerei die Gegend verlassen; sein Sohn betrieb das Wirtshaus weiter. Später ging es aus dem Besitz der namengebenden Familie Haspel in andere Hände über, ehe es dem Stadtbrand von 1728 zum Opfer fiel.
Danach erfolgte unter der Ägide des Kaminfegermeisters Georg Ludwig Kunzmann ein Neubau, der „Dreikönig“ genannt wurde. Dabei wurden ehemalige Nachbargrundstücke dem bisherigen Anwesen zugeschlagen. Auf diesen Georg Ludwig Kunzmann könnte Gradmanns Brauereibezeichnung am ehesten zurückzuführen sein, denn seine Nachfolger trugen alle Namen, die mit der Silbe „Kunz“ nichts zu tun hatten. Allerdings war Kunzmann bereits im Jahr 1731 bankrott und Gasthaus und Brauerei gingen in andere Hände über. Die Brauerei wurde 1832 in einen Neubau in der Sulengasse 1 verlegt, wo sie bis 1974 verblieb.